# Portret mężczyzny (obraz Sebastiana del Piomba)
Portret mężczyzny – obraz włoskiego malarza Sebastiana del Piomba
Sebastiano del Piombo był uczniem i naśladowcą Giovanni Belliniego oraz Giorgiona. W 1511 wyjechał do Rzymu by tam stać się pod wpływem Rafaela jednym z najważniejszych przedstawicieli szkoły rzymskiej. Być może dlatego jego Portret mężczyzny (i kilka innych prac) aż do XX wieku uważano za dzieło Rafaela i miał rzekomo przedstawiać poetę Antonia Tebaldea.
Poza i strój wskazują, iż portret powstał w latach 1515–1520, czyli we wcześniejszym okresie rzymskim artysty. Pejzaż w tle wskazuje cechy malarstwa weneckiego a interpretacja światła przejawia wpływy giorgionowskie. Indywidualne cechy malarstwa Piomba zauważa się w monumentalności kompozycji podkreśloną scenerią architektoniczną.

## Historia obrazu
W 1644 roku obraz znajdował się w Mediolanie, a następnie w kolekcji księcia Franciszka I d’Este. Kolejna wzmianka pochodzi z 1797 roku, kiedy to portret znajdował się w zbiorach pisarza Cerrettiego z Modeny. W 1808 roku właścicielem został Antonio Scarpa di Motta z Livenzy. Jego spadkobiercy za pośrednictwem Karola Pulszky’ego w 1895 roku sprzedali obraz Muzeum Sztuk Pięknych z Budapesztu.